# Agência Câmara (Brasil)
La Agencia Cámara es la agencia de noticias pública de la Cámara de Diputados Federales de Brasil.
Ella divulga, las actividades institucionales de la Cámara de Diputados en tiempo real, como reuniones, votaciones y audiencias públicas. El objetivo de la Agencia es brindarle al lector los hechos en su integridad, sin interpretaciones, partidismos ni subjetividades.
El contenido de la agencia es libre y puede ser usado libremente siempre y cuando sea citada la fuente (Agência Câmara).
Además de noticias en tiempo real, la Agencia ofrece a los lectores y a la prensa una selección de los temas de la semana, los temas del día, informes anteriores relacionados con las noticias que acontecen a diario, entrevistas con los impulsores de proyectos. También da a conocer todas las propuestas presentadas en la Cámara.

## Páginas externas
- {{}} Archivado el 17 de diciembre de 2005 en Wayback Machine.

- Datos: Q8192084